# Sos (Nagorno Karabakh)
Sos (in armeno Սոս) è una comunità rurale di circa mille abitanti del distretto di Xocavənd, in Azerbaigian, fino al 2024 appartenente alla regione di Martuni, nella repubblica dell'Artsakh (fino al 2017 denominata repubblica del Nagorno Karabakh).
Sorge in zona collinare lungo le rive del fiume Amaras a pochi chilometri dal monastero di Amaras.